# 复醒社
复醒社是香港的一个已不存在的托洛茨基主义组织。
1972年，中国革命共产党领袖彭述之在法國巴黎與香港左翼青年吳仲賢、何仁、葉寧等人会面，改變了他們的無政府主義思想，使他们接受了托洛茨基主義，並吸收了吳仲賢、何仁、志萌、葉寧等人參加托派。1973年4月他們回到香港後，加入中國革命共產黨。葉寧、何仁等人还建立了中国革命共產黨的下属青年組織社会主义青年社。不久，何仁由于不滿於中国革命共產黨的組織作風以及在政治空氣容許公開宣傳社會主義時仍嚴守秘密的工作方法，而于1974年9月離開香港去英國，在留英香港人中建立了托派組織“復醒社”，并參加第四国际英國支部国际马克思主义团体。
1977年10月15日，复醒社与中国革命共产党统一派（即中国革命共产党少數派）、中国国际主义工人党和原来的革命马克思主义者同盟合并为新的革命马克思主义者同盟。